# Remake (roman)
Pour les articles homonymes, voir Remake (homonymie).
Remake (titre original : Remake) est un roman court fantastique et de science-fiction de Connie Willis, à connotation dystopique.
Publié aux États-Unis début 1995, il a été traduit et publié en France en 1997.
Remake a remporté le prix Locus du meilleur roman court 1996.

## Résumé
Dans un XXIe siècle indéterminé, cela fait quelques années déjà qu'à Hollywood on ne tourne plus des films originaux. Il y a peu de sociétés de production et on n'emploie plus d'acteurs. Depuis la révolution numérique, les studios se contentent de réaliser des « remakes » : on utilise des films du XXe siècle et on les modifie à volonté en fonction du poids des lobbies et des impératifs ou de l'idéologie du moment. Non seulement on réédite les anciens films après une sorte de censure morale, mais on en crée d'autres à partir du fonds existant. On rediffuse aussi des films anciens avec des dialogues revisités ou des fins différentes du film original.
Le narrateur et héros du roman est Tom. Il est amoureux d'Alis, qui rêve de danser dans des films et de faire des claquettes. Le métier de Tom consiste à « nettoyer » les films afin d'enlever toute référence à des substances toxiques. Il doit ainsi visionner les versions originales des films et retirer toute image ou toute séquence montrant de l'alcool, du tabac ou de la drogue. Le nettoyage consiste aussi à modifier les scènes de manière à ne pas évoquer ces substances ni laisser supposer qu'elles aient pu exister. Et l'on sait si l'alcool et le tabac étaient fréquents dans les films du XXe siècle. Les films policiers et les westerns contiennent d'innombrables références à alcool et au tabac, et même des classiques de Walt Disney montrent des scènes de beuveries ou d'ivrognerie ! 
Alors qu'il est en train de visionner le film d'aventures Les Sept Femmes de Barbe-Rousse de Stanley Donen, il croit apercevoir comme personnage de second rôle Alis, la jeune femme dont il est amoureux. Puis il la reconnaît de manière certaine dans la comédie musicale Entrons dans la danse dont Fred Astaire et Ginger Rogers sont les personnages principaux. Mais cela est impossible, on est au XXIe siècle et ce film fut tourné en 1949 ! Alis n'était même pas née à cette époque, de même que ses parents.
Il poursuit ses investigations et découvre la présence d'Alis dans au moins une douzaine de films des années 1930 à 1950, et même dans un remake d'Indiana Jones et le Temple maudit. Comment cela est-il possible ? Alis bénéficie-t-elle d'une machine à voyager dans le temps ? Ou alors, à l'instar des personnages de La Rose pourpre du Caire, est-elle parvenue à « intégrer » certains films ou à y « pénétrer » ?

## Structure narrative
Les chapitres du romans ont des titres donnant à penser que le roman est lui-même un scénario de film.
Le roman commence ainsi par un « Pré-générique » (Salle plongée dans l'obscurité), se poursuit par un « Titre plein écran », puis par des chapitres qui donnent des instructions au réalisateur pour le cadrage et les dialogues des personnages. Chaque chapitre évoque des films qui sont donnés comme des références à intégrer dans la scène à filmer ou à « nettoyer ». 
Le chapitre final du roman est le « Happy end » qui se déroule trois ans après les événements relatés dans le roman/film.

## Éditions
- Remake, Bantam Spectra, 1er janvier 1995, 176 p.  (ISBN 0-553-37437-0).
- Remake, J'ai lu, coll. « Science-fiction » no 4429, 4 janvier 1999, trad. Frédéric Serva, 188 p.  (ISBN 2-290-04429-6).